# Vogue (singel Madonny)
Vogue – pierwszy singel z albumu Madonny I'm Breathless. Utwór stał się najlepiej sprzedającym singlem w karierze Madonny, w samych Stanach Zjednoczonych sprzedając się w nakładzie 2 mln egzemplarzy. W sumie na całym świecie singel rozszedł się w nakładzie blisko 5 mln kopii i stał się jednym z największych przebojów piosenkarki.
Madonna śpiewa o blasku dawnego Hollywood. W tekście piosenki wymienia nazwiska następujących gwiazd:
- Greta Garbo
- Marilyn Monroe
- Marlene Dietrich
- Joe DiMaggio
- Marlon Brando
- James Dean
- Grace Kelly
- Jean Harlow
- Gene Kelly
- Fred Astaire
- Ginger Rogers
- Rita Hayworth
- Lauren Bacall
- Katharine Hepburn
- Lana Turner
- Bette Davis

## Teledysk
Klip uznawany za jeden z najlepszych w historii MTV pokazuje zastygłych w tańcu ludzi na tle obrazów Tamary Łempickiej. Pokazuje też efektowne popisy tytułowego tańca „Vogue”. Piosenkarka odgrywa tu tajemniczą gwiazdę lat 30. Został wyreżyserowany przez David Finchera.

## Listy sprzedaży
| Kraj              | Najwyższa pozycja | Sprzedaż  |
| ----------------- | ----------------- | --------- |
| Australia         | 1 (5 tygodni)     | 140 000   |
| Austria           | 7                 | -         |
| Brazylia          | 1 (3 tygodnie)    | -         |
| Europa            | 1 (8 tygodni)     | -         |
| Francja           | 9                 | 175 000   |
| Hiszpania         | 1 (6 tygodni)     | -         |
| Japonia           | 1 (5 tygodni)     | 53 000    |
| Kanada            | 1 (3 tygodnie)    | 100 000   |
| Niemcy            | 4                 | 380 000   |
| Norwegia          | 1 (3 tygodnie)    | -         |
| Stany Zjednoczone | 1 (3 tygodnie)    | 2 000 000 |
| Szwajcaria        | 2                 | -         |
| Szwecja           | 1 (4 tygodnie)    | -         |
| Wielka Brytania   | 1 (4 tygodnie)    | 520 000   |
| Włochy            | 1 (2 tygodnie)    | 100 000   |